# Kontrollstelle

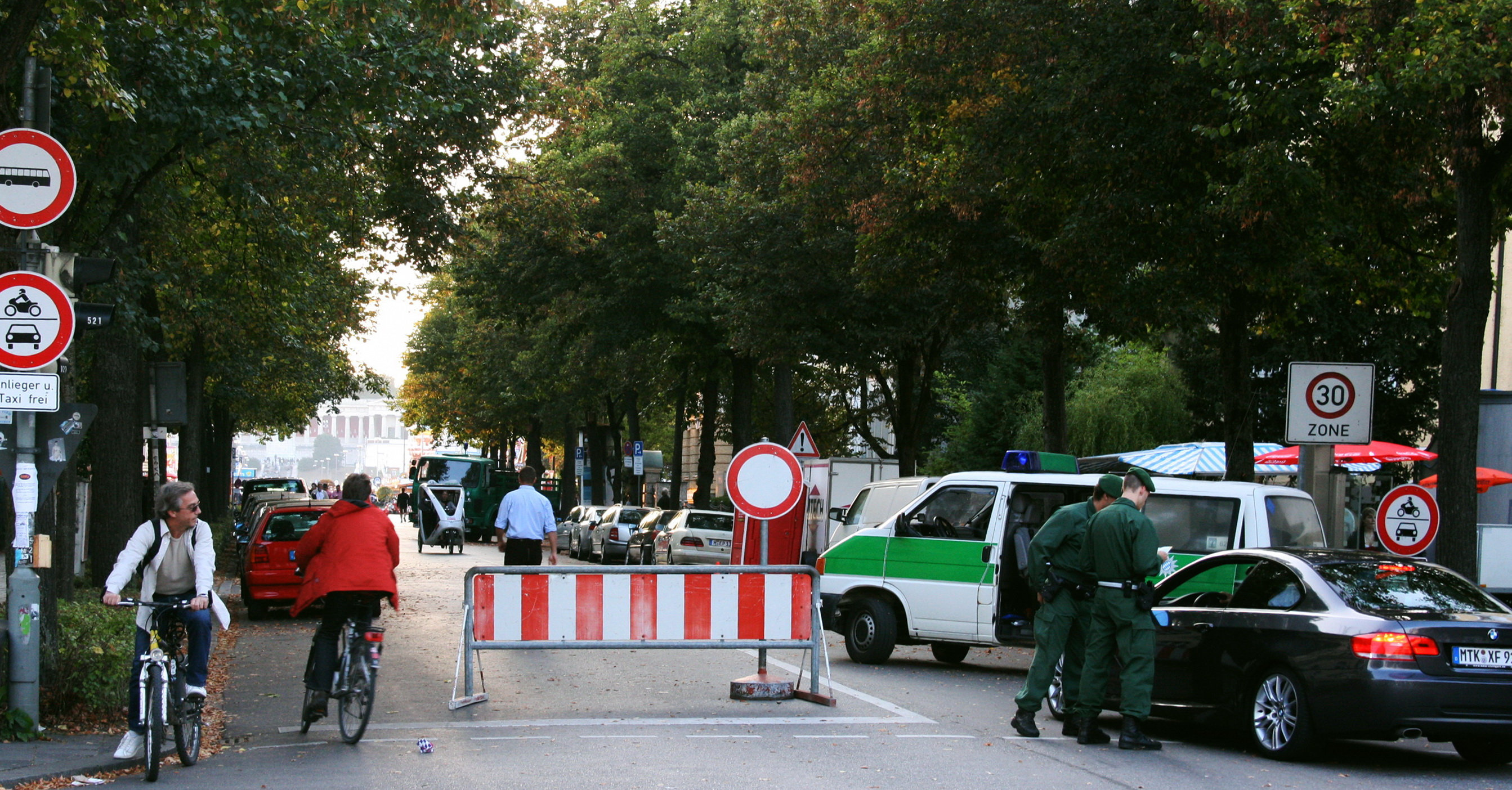
Zufahrtskontrolle am Münchner Oktoberfest 2009

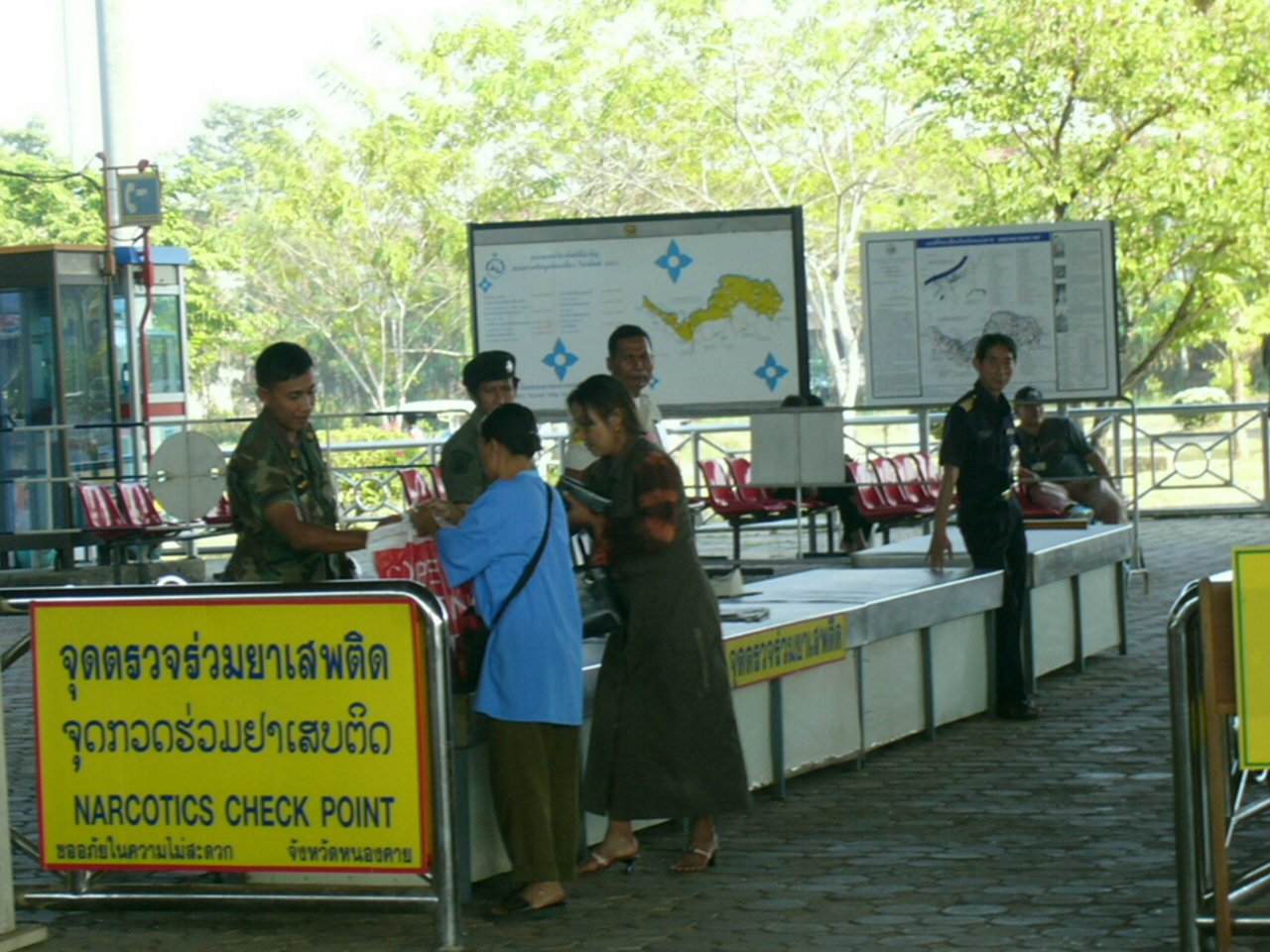
Narcotics Check Point (Drogenkontrolle) des Militärs und der Polizei an der laotisch-thailändischen Grenze

Eine Kontrollstelle, mitunter auch Kontrollpunkt genannt, ist ein fester Punkt an einer Verkehrsverbindung, der zur Kontrolle der Passanten, der mitgeführten Sachen und Fahrzeuge dient.
Kontrollstellen sind vor allem beim Militär und bei der Polizei üblich.

## Kontrollstellen in Deutschland

### Militär
Zur Bedienung eines Checkpoints sind vier bis circa zwanzig Soldaten oder Polizisten notwendig. Er wird oft in internationalen Friedensmissionen eingesetzt. Es gibt stationäre Checkpoints und sogenannte temporary checkpoints (TCP).

#### Kalter Krieg
Während des Kalten Kriegs bis zur Wiedervereinigung waren in Deutschland drei Checkpoints zur Überwachung des Grenzverkehrs eingerichtet:
- Checkpoint Alpha in Helmstedt Marienborn (52° 13′ 14″ N, 11° 3′ 16″ O)
- Checkpoint Bravo in Berlin (52° 24′ 59″ N, 13° 11′ 49″ O)
- Checkpoint Charlie in Berlin (52° 30′ 27″ N, 13° 23′ 25″ O)

Diese wurde durch das Militär der Alliierten kontrolliert.

### Polizei
- Die Bundespolizei führte an Kontrollstellen Grenzkontrollen durch.
- An zeitlich und örtlich vorübergehenden Kontrollstellen werden allgemeine Kontrollen etwa nach Trunkenheitsfahrten durchgeführt.
- Nach der Strafprozessordnung werden an richterlich angeordneten Kontrollstellen Kontrollen durchgeführt.

## (Lkw-)Kontrollstellen in Österreich (Verkehrskontrollplätze)

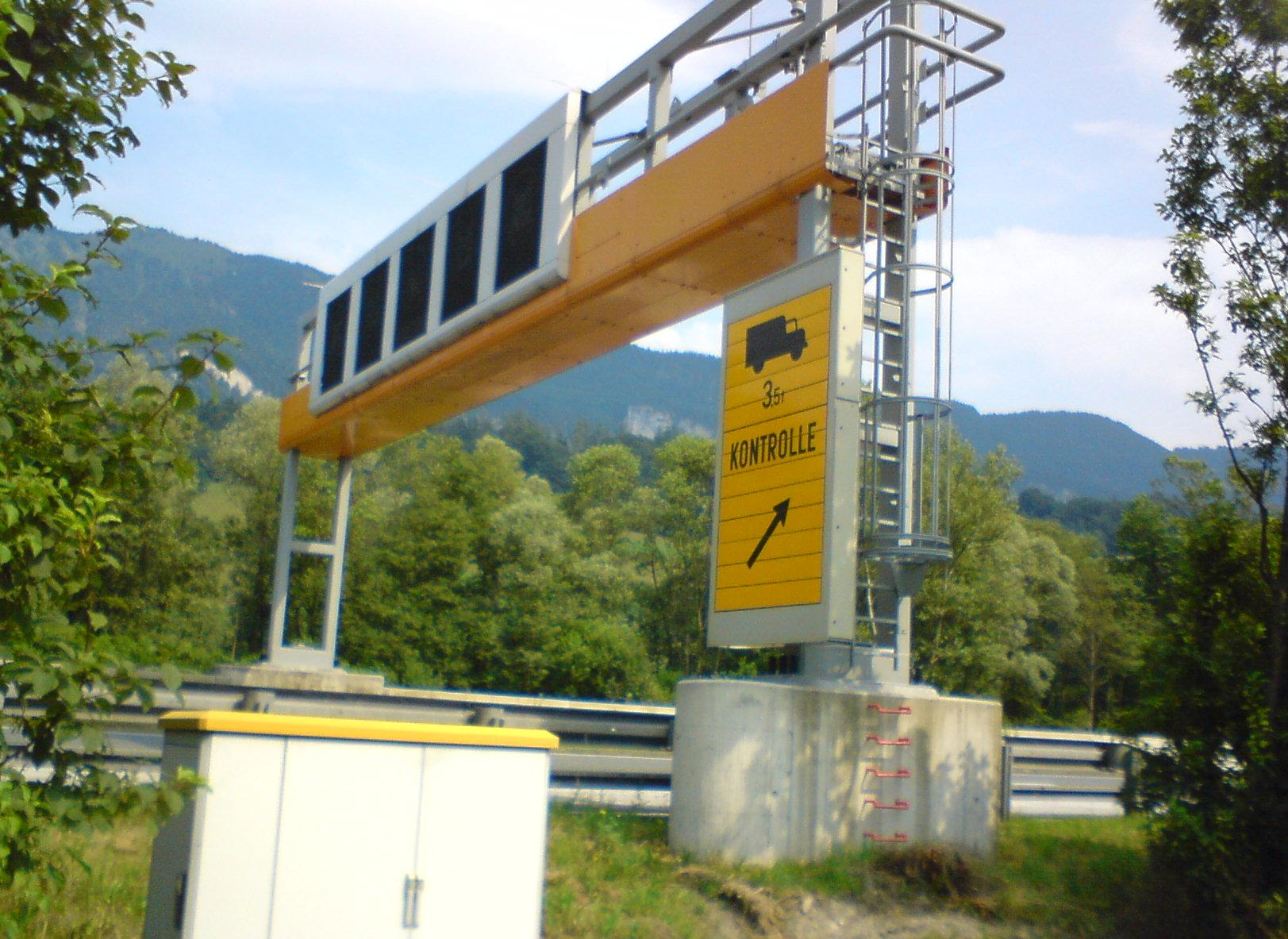
Verkehrsbeeinflussungsanlage (VBA) mit Ausleitung zur Kontrollstelle Radfeld/Tirol

### Geschichte
Im Jahr 2000 wurde als erste Kontrollstelle Österreichs die Kontrollstelle Kundl auf der Inntal Autobahn A 12 in Betrieb genommen.

Am 25. Juni 2015 wurde bereits die sechste Kontrollstelle allein in Tirol in Betrieb genommen.

Österreichweit sind seit Juli 2015 folgende 13 Kontrollstellen in Betrieb:
| Nr.             | Autobahn          | Richtungsfahrbahn | Kontrollstelle       |
| --------------- | ----------------- | ----------------- | -------------------- |
| A 1             | West Autobahn     | RFB Salzburg      | Haag/Strengberg      |
| A 2             | Süd Autobahn      | RFB Wien          | Völkermarkt/Haimburg |
| A 2             | Süd Autobahn      | RFB Italien       | Ilztal               |
| A 4             | Ost Autobahn      | RFB Wien          | Bruck/Leitha         |
| A 8             | Innkreis Autobahn | RFB Voralpenkreuz | Kematen Süd          |
| A 9             | Pyhrn Autobahn    | RFB Voralpenkreuz | Straß/Gersdorf       |
| A 10            | Tauern Autobahn   | RFB Villach       | Hoher Göll           |
| A 10            | Tauern Autobahn   | RFB Deutschland   | Kellerberg           |
| A 12            | Inntal Autobahn   | RFB Innsbruck     | Kundl                |
| A 12            | Inntal Autobahn   | RFB Kufstein      | Radfeld              |
| A 13            | Brenner Autobahn  | RFB Innsbruck     | Brenner Ost          |
| A 14            | Rheintal Autobahn | RFB Arlberg       | Nüziders             |
| A 23            | Südosttangente    | Knotenbereich     | Kaisermühlen         |
| B 179           | Fernpass Straße   | Richtung Reutte   | Musau                |
| Quelle: ASFINAG |                   |                   |                      |

### Mobile Kontrollstellen
Darüber hinaus gibt es auch mobile Kontrollstellen. So werden z. B. seit Oktober 2017 an sogenannten Dosiertagen (laut Dosierkalender) auf der A 12 Inntal Autobahn im Bereich des Grenzübergangs Kufstein/Kiefersfelden auf österreichischem Staatsgebiet bei der Anschlussstelle „Kufstein Nord“ in Fahrtrichtung Innsbruck von der Polizei Lkw-Blockabfertigungen bei einer eigens dafür eingerichteten mobilen Kontrollstelle durchgeführt.

### Aufgaben
Zu den Aufgaben der Kontrollstellen gehören hauptsächlich die Kontrolle von Lastkraftwagen und Bussen bezüglich der Einhaltung der zulässigen Höchstgewichte, der sozialrechtlichen und straßenrechtlichen Vorschriften, des technischen Zustands der Fahrzeuge und der richtigen Deklaration und Kennzeichnung von Gefahrguttransporten.
Bei Kontrollen des Schwerverkehrs aber auch des Personenverkehrs finden zusätzlich Alkoholkontrollen und Kontrollen der Sicherheitseinrichtungen (Gurtpflicht, Kindersicherung) statt.